# أنا حرة (ألبوم)
انا حره هو ثاني ألبومات المطربة اللبنانية كارول سماحة صدر في عام 2004 وقد ٱحتوى الألبوم على 11 أغانية.

## الأغاني
- انا حره
- حب الروح
- حبيبي يا
- حبيت دلوقت
- غالي عليي
- كده على طول
- كيف بدي عيش
- لو فيي
- موالي
- نزلت الستارة
- وحياة هوانا

صورت من الألبوم ثلاثة أغاني هم:
- غالي عليي (2004)
- نزلت الستارة (2005)
- حبيت دلوقت (2005)